# Konsolidierte Norm
Eine Konsolidierte Norm ist eine Fassung einer Norm, in der sämtliche Änderungen eingearbeitet und als solche gekennzeichnet sind. Bei Rechtsnormen ist die Benennung Konsolidierte Fassung.
Im Allgemeinen werden Normen über Neuausgaben dem Stand der Technik angepasst, und Gesetze und andere Rechtsquellen novelliert.
Bei technischen Normen erhält die Norm hierzu ein neues Ausgabedatum, und die Vorgängernorm gleicher Nummer wird mit Veröffentlichung der Neuausgabe zurückgezogen. In der Neuausgabe der Norm wird auf die Änderungen meist im Vorwort kurz hingewiesen.
Außerdem gibt es noch Berichtigungsblätter zu Normen. In diesen Berichtigungsblättern werden kleinere Fehler (z. B. fehlerhafte bildliche Darstellungen, Formeln oder Rechtschreibfehler) in einer Norm berichtigt, ohne die Norm komplett neu zu veröffentlichen.
In einer konsolidierten Ausgabe einer Norm (Konsolidierte Norm) sind diese beschriebenen Änderungen und Berichtigungen eingearbeitet und als solche gekennzeichnet. Insbesondere bei Rechtsnormen ist diese Vorgehensweise insofern kritisch, da nur die in einem Amtsblatt (Gesetzblatt) veröffentlichte Fassung authentisch, also verbindlich rechtswirksam ist. Diese besteht aber eben aus der Stammfassung (der Erstverlautbarung) und den – unter Umständen zahlreichen – Novellen. Die konsolidierte (nachgeführte) Fassung dient dem Rechtsalltag und wird von Rechtsverlagen, teils auch von Rechtsgeber selbst, etwa in Form von Austausch-Ringmappenblätter oder in immer wieder neu aufgelegten Gesetzeskommentaren publiziert, heute meist elektronisch in Rechtsinformationssystemen.
Beispiele:
- EN 50164-2:2002 + A1:2006: Blitzschutzbauteile – Teil 2: Anforderungen an Leitungen und Erder – Deutsche Fassung  des zweiten Teiles der EN 50164-2 mit Ausgabejahr 2002 mit eingearbeiteter Änderung A1, Ausgabejahr 2006
Für die DIN-Normen und die deutschen Übernahmen internationaler Normen macht dies beispielsweise die DIN Media (vormals Beuth-Verlag), für Österreich das Austrian Standards International (ASI, vormals Österreichisches Normungsinstitut).

- In der Schweiz wird schon lange die Amtliche Sammlung (AS) und die Systematische Sammlung (SR) des Bundesrechts vom Gesetzgeber parallel publiziert: erstere ist rechtsverbindlich, zweitere nachgeführt, aber nur informativ (und anders sortiert).[R 1]
Im Rechtsinformationssystem der Republik Österreich (RIS) veröffentlicht der Rechtsdienst des Bundeskanzleramtes das Bundesgesetzblatt authentisch und Bundesrecht konsolidiert,[R 2] und entsprechend auch das Landesrecht.
Eine Besonderheit ist hierbei, dass in Österreich seit 2004 die elektronisch publizierte Fassung die authentische ist, nicht das gedruckte Gesetzblatt. In der Schweiz gilt das seit 2016.